# Uncle Sam (singolo)
Uncle Sam è un singolo del gruppo musicale britannico Madness, pubblicato nel 1985 ed estratto dall'album Mad Not Mad.
Il brano è stato scritto da Lee Jay Thompson e Chris Foreman.

## Tracce
- 7"

1. Uncle Sam - 3:04
2. Please Don't Go - 3:21

- 12"

1. Uncle Sam (Raygun Mix) - 6:42
2. Uncle Sam (demo)
3. Please Don't Go - 3:26